# Cherubin (biskup koptyjski)
Cherubin (ur. 1949) – duchowny Koptyjskiego Kościoła Ortodoksyjnego, od 1991 biskup Kiny.

## Życiorys
7 września 1975 złożył śluby zakonne w monasterze św. Makarego. Święcenia kapłańskie przyjął 15 lipca 1984. Sakrę biskupią otrzymał 26 maja 1991 jako biskup Kiny.